# L'Ausiliare
 (septembre 2024).
La mise en forme du texte ne suit pas les recommandations de Wikipédia : il faut le « wikifier ».
Les points d'amélioration suivants sont les cas les plus fréquents. Le détail des points à revoir est peut-être précisé sur la page de discussion.
- Les titres sont pré-formatés par le logiciel. Ils ne sont ni en capitales, ni en gras.
- Le texte ne doit pas être écrit en capitales (les noms de famille non plus), ni en gras, ni en italique, ni en « petit »…
- Le gras n'est utilisé que pour surligner le titre de l'article dans l'introduction, une seule fois.
- L'italique est rarement utilisé : mots en langue étrangère, titres d'œuvres, noms de bateaux, etc.
- Les citations ne sont pas en italique mais en corps de texte normal. Elles sont entourées par des guillemets français : « et ».
- Les listes à puces sont à éviter, des paragraphes rédigés étant largement préférés. Les tableaux sont à réserver à la présentation de données structurées (résultats, etc.).
- Les appels de note de bas de page (petits chiffres en exposant, introduits par l'outil «  Source ») sont à placer entre la fin de phrase et le point final[comme ça].
- Les liens internes (vers d'autres articles de Wikipédia) sont à choisir avec parcimonie. Créez des liens vers des articles approfondissant le sujet. Les termes génériques sans rapport avec le sujet sont à éviter, ainsi que les répétitions de liens vers un même terme.
- Les liens externes sont à placer uniquement dans une section « Liens externes », à la fin de l'article. Ces liens sont à choisir avec parcimonie suivant les règles définies. Si un lien sert de source à l'article, son insertion dans le texte est à faire par les notes de bas de page.
- La présentation des références doit suivre les conventions bibliographiques. Il est recommandé d'utiliser les modèles {{Ouvrage}}, {{Chapitre}}, {{Article}}, {{Lien web}} et/ou {{Bibliographie}}. Le mode d'édition visuel peut mettre en forme automatiquement les références.
- Insérer une infobox (cadre d'informations à droite) n'est pas obligatoire pour parachever la mise en page.

Pour une aide détaillée, merci de consulter Aide:Wikification.
Si vous pensez que ces points ont été résolus, vous pouvez retirer ce bandeau et améliorer la mise en forme d'un autre article.
La société L'Ausiliare S.p.A. a été un acteur important dans la construction et la gestion de lignes ferroviaires en Italie, ainsi que dans la location de wagons de marchandises.
La société a été fondée au début du XXe siècle, à une époque de forte expansion des chemins de fer italiens. L'entreprise s'est d'abord consacrée à la construction et à l'exploitation de lignes de chemin de fer en concession en Campanie et en Toscane, devenant, après la nationalisation du réseau ferroviaire italien en 1905, le leader en Europe dans la location de wagons de fret.
La société L'Ausiliare S.p.A. a été rachetée en 1992 et incorporée dans le groupe australien Brambles Limited dont toutes les activités ferroviaires ont été vendues à l'allemand VTG AG (de) en 2002,.

## Secteurs d'activité
L'objet social de L'Auxiliare S.p.A. était « la location de wagons, les entreprises en général de chemins de fer, tramways, routes, installations électriques ou industrielles, les constructions et ouvrages connexes, toutes opérations et toutes affaires se rapportant directement ou indirectement à celles-ci ».
Cependant, l’entreprise s’est concentrée sur deux secteurs d'activités distincts :
- la location de wagons, de prises de participations financières dans des sociétés étrangères avec lesquelles L'Ausiliare SpA est devenue un partenaire industriel, constituant un véritable réseau unifié,
- la construction et l'exploitation de lignes ferroviaires et de tramway, comme la ligne d'Arezzo à Sinalunga et la ligne de Bazzano à Spilamberto, à travers ses filiales comme les Strade Ferrate Sovvenzionate et la ligne de Poggibonsi à Colle Val d'Elsa. Ce secteur d'activité a été abandonné dans les années 1930 après la nationalisation, en 1905, des chemins de fer en Italie et la fin de ces concessions.

## Histoire
L'acte constitutif de la société L'Ausiliare S.p.A. a été déposé à la chancellerie du tribunal de Milan, le 2 janvier 1900. La société L'Ausiliare S.p.A. - Locazione di vagoni - Imprese ferroviarie e Tramviarie (Location de voitures - Entreprises de chemins de fer et de tramway), dont l'actionnaire majoritaire était August Lederer, personnalité viennoise, déjà impliqué dans des investissements similaires en Hongrie. Les autres actionnaires étaient le hongrois Adolf Urban, les italiens Ambrogio Campiglio et Augusto Ferrari et l'autrichien Julius Deutsch. Le siège social de l'entreprise, jusqu'en 1914, se trouvait via Brera à Milan.
L'activité de location, activité typique des entreprises opérant comme opérateur logistique, a commencé par des contrats avec des concessionnaires ferroviaires tels que les Società per le strade ferrate della Sicilia et Società per le Strade Ferrate del Mediterraneo et des implantations industrielles en Italie et à l'étranger.

### L'activité de concessionnaire et les collaborations en Europe
Pour faire face à la contraction de la demande imposée par la situation économique difficile qui s'est rapidement manifestée dès sa fondation en 1900, une activité financière a été lancée dans le secteur de la construction et de l'exploitation de lignes de chemins de fer en concession. À la suite d'un accord conclu par l'ingénieur Emilio Török avec la municipalité de Massa Marittima, il avait obtenu la concession d'une ligne de chemin de fer à construire jusqu'à Follonica. L'Ausiliare SpA fonde la Società Anonima della Ferrovia Massa Marittima-Follonica Porto (FMF) dont la mission était de construire et d'exploiter la voie ferrée selon le projet développé en 1887 par l'ingénieur Telemaco Parri de Follonica et l'architecte Manfredini de Florence. La ligne a été mise en service en 1890 en intégrant toutes les variantes imposées par l'Inspection Générale des Voies Ferrées. L'acte constitutif de la société ferroviaire remonte à un arrêté Royal du 11 juin 1899.
Après avoir poursuivi sans succès quelques projets de chemins de fer et de tramway en Lombardie, L'Auxiliare entre, avec 25%, au capital de la Società Italiana per le Strade Ferrate Sovvenzionate (SFS) qui détenait 80% du capital de la Società Anonima Ferrovia Poggibonsi-Colle Val d'Elsa (FPC) et gérait les lignes de chemins de fer Benevento-Cancello et L'Aquila-Capitignano.
Au cours des premières années du XXe siècle, un projet définitif pour la construction de la ligne Castelfranco-Bazzano a été élaboré, dont L'ausiliare confia l'étude à l'ingénieur Corrado Manfredi de Piacenza. En raison des difficultés engendrées par le croisement avec la voie ferrée Milan-Bologne qui, comme l'exigeaient les FS, devait l'enjamber par un ouvrage aérien, L'Auxiliare a dénoncé la convention après avoir obtenu la concession pour la construction et la gestion de la ligne en 1909. Ce sont les municipalités traversées par la future ligne ferroviaire qui ont repris le projet à leur compte.
En 1906, une part du capital de L'Ausiliare est acquise par les sociétés autrichienne Österreichische Eisenbahn Verkers Anstalt (OEVA)de Vienne et hongroise Ungarische Eisenbahn Verkers Antiengesell Shaft (UEVA) de Budapest, toutes deux détenues par August Lederer, accentuant la vocation internationale de l'entreprise et préparant le doublement du capital de la société l'année suivante. En 1910, c'est la Wiener Bankverhein et la Banque de Paris et des Pays-Bas qui entrent au capital et organisent la cotation de L'Ausiliare SpA aux bourses de Milan et de Bruxelles.
En 1909, avec ses associées OEVA et UEVA, L'Ausiliare crée une société de droit russe pour la location de wagons, dont le siège est à Saint-Pétersbourg. En 1916, la société est mise en liquidation par le gouvernement russe, à la suite des changements politiques de l'époque. En 1911, elle fonde une entreprise similaire, avec la collaboration de la Banque française pour le commerce et l'industrie, aboutit à la création de sa filiale, la société anonyme "Compagnie Française pour la Location de Matériel de Transport" à Paris, qui récupère tous les contrats français de L'Ausiliare SpA. En 1916, la société détenait également une participation importante dans la compagnie "British Railway Traffic & Electric Co.".
En 1899, l'ingénieur Enea Gambi, avait mené l'étude, pour le compte d'un consortium de communes et d'entreprises agricoles du Val di Chiana, du projet de construction de la ligne ferroviaire entre Arezzo et Sinalunga qui avait été approuvé la même année par le Conseil Supérieur Italien des Travaux Publics. Le consortium contacta alors L'Ausiliare, qui repris le projet Gambi, le retravailla et présenta son projet détaillé et une proposition de contrat en 1907. La concession fut validée en 1911. En juillet 1915, par Arrêté Ministériel, la société La Ferroviaria Italiana d'Arezzo succède à L'Ausiliare pour la construction et l'exploitation de la ligne ferroviaire Arezzo-Sinalunga.
Le climat politique lié à la Première Guerre mondiale a eu un profond effet sur la société, provoquant la démission de tous les membres d'origine autrichienne et hongroise. Le matériel roulant de British Railway, ayant été exproprié puisque le capital appartenait à un pays ennemi, a été saisi et mis à disposition pour l'effort de guerre. Une fois les hostilités terminées, la crise économique qui a suivi a entraîné une forte baisse de la rentabilité de sa filiale française, dont L'Auxiliaire s'est désengagée à partir de 1922.
En 1919, Julius Deutsch est réintégré avec une double fonction de Directeur et d'Administrateur Délégué (CEO de nos jours). Le conseil d'administration est renouvelé, accentuant l'implication des milieux politiques de Rome, ville où le siège social a été transféré et maintenu jusqu'en 1931, avant de revenir à Milan.

### Repositionnement sur le marché et entrée des Belges
La grande dépression qui a touché les économies occidentales à partir de 1929 n'a pas épargné la société L'Ausiliare SpA qui, dans les années 1930, est contrainte de réduire les salaires de ses employés et de repenser son modèle de développement. La situation générale catastrophique l'amène à envisager sa sortie du secteur de l'exploitation ferroviaire pour se concentrer sur la location de wagons, une activité de plus en plus rentable. Mais, au fil des années, les activités de sa filiale Ferrovia Massa Marittima-Follonica Porto (FMF), spécialisée dans le trafic de marchandises pour la société Montecatini (dont elle détenait une partie du capital), a vu sa rentabilité diminuer. L'Ausiliare, son actionnaire unique, vend la totalité de sa participation au sénateur génois Felice Bensa (it) en 1936.
La flotte de wagons, qui s'élevait à 380 unités en 1937, est augmentée pour répondre aux besoins de la raffinerie Aquila de Trieste. Entre-temps, la majorité des actions détenues par la société hongroise UEVA sont vendues au belge Adolf Stoclet, ancien actionnaire de Ferrovie Nord Milano, par l'intermédiaire de sa société financière Compagnie Auxiliaire des Chemins de Fer de Glaris, en Suisse. En 1940, le nombre de wagons est passé à 443, principalement des wagons-citernes.
La Seconde Guerre mondiale a durement frappé l'entreprise, et son comité exécutif est suspendu. Le siège social de Via Verdi à Milan, est détruit par les bombardements américains. Une fois les hostilités terminées, la société s'est définitivement installée dans un nouveau bâtiment, acheté via Leopardi à Milan et entièrement rénové. Le 12 février 1948, les statuts de la société sont modifiés pour respecter les dispositions du nouveau code civil italien qui impose la transformation des sociétés anonymes en sociétés par actions. La même année, grâce à de nouveaux achats qui ont permis de remplacer les matériels perdus pendant la guerre, le parc de wagons s'élevait à 498 unités.

### Après laSeconde Guerre mondiale

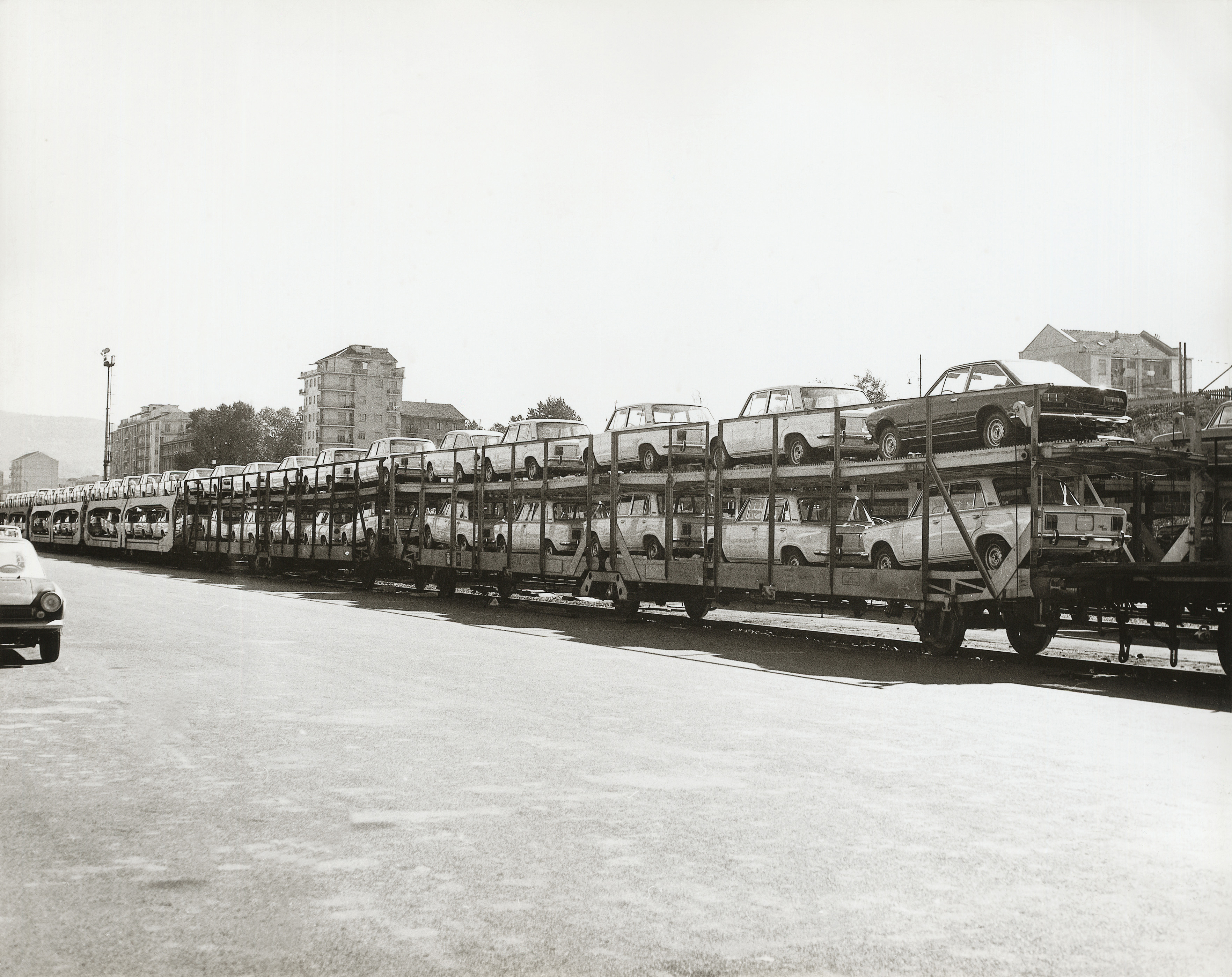
Trains transport automobiles composé de wagons SITFA (1960)

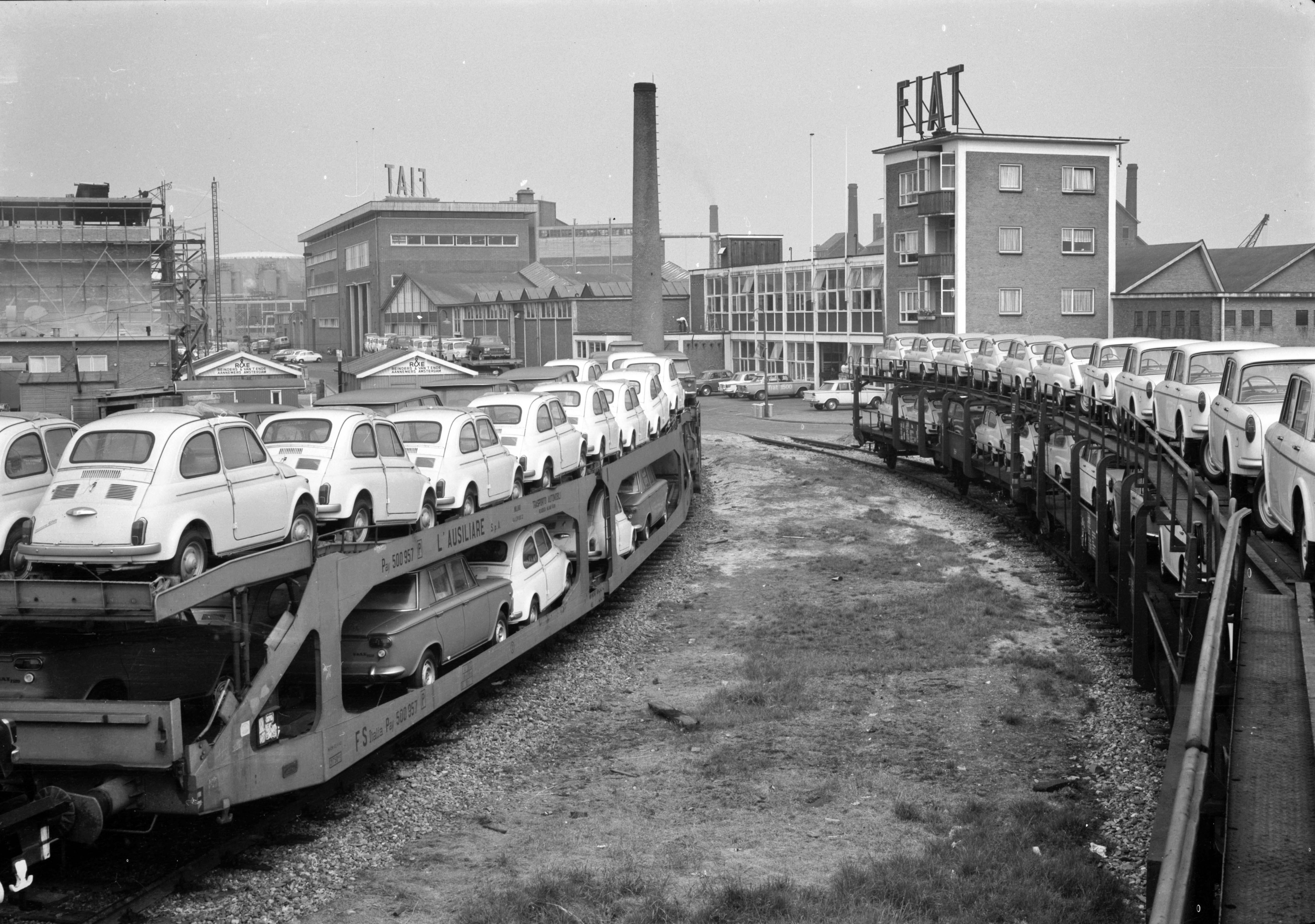
Trains de voitures Fiat sur wagons L'Ausiliare entre Turin et Amsterdam (1963)

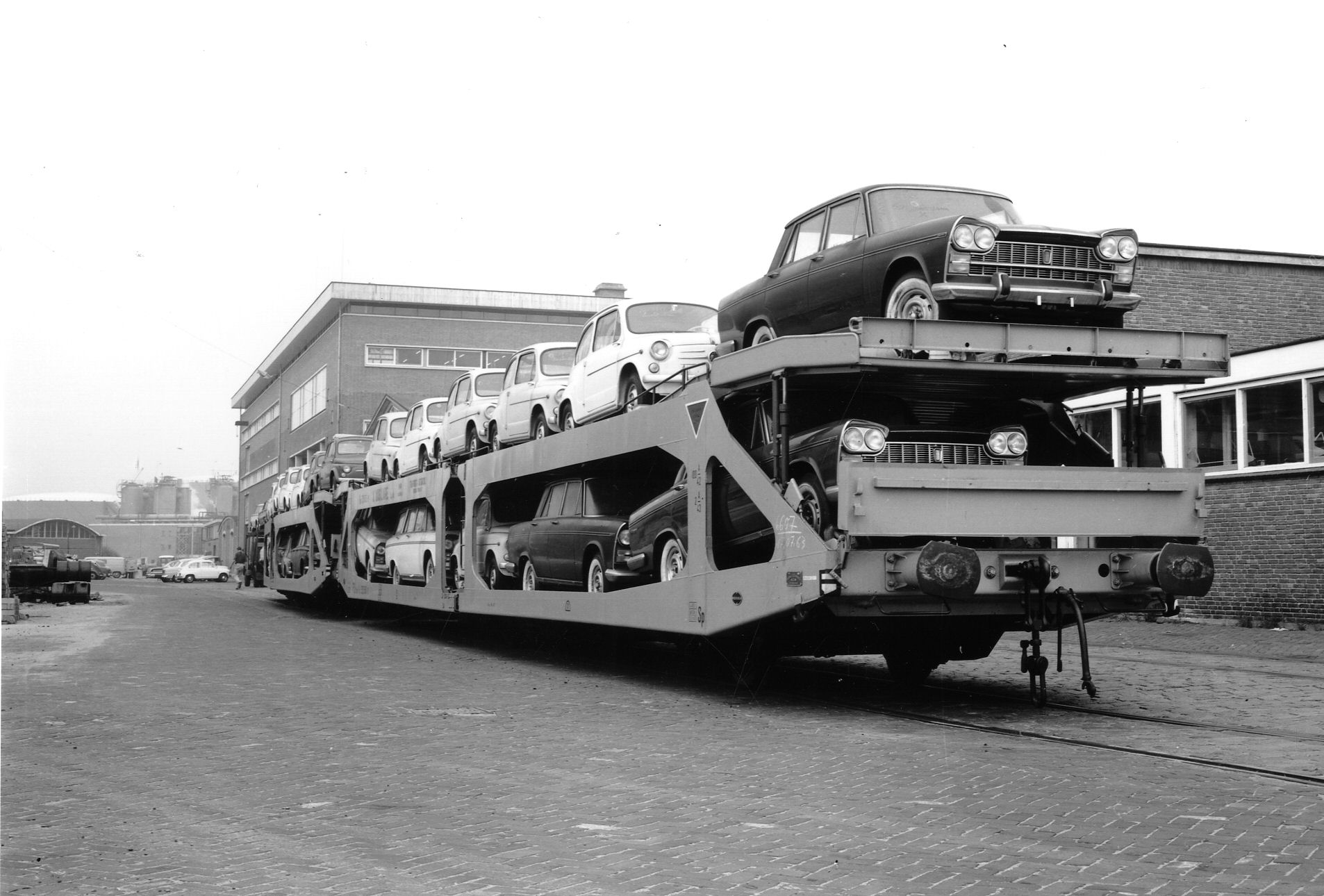
Wagon l'Ausiliare transport modèles Fiat 2300 de Turin à Amsterdam (1963)

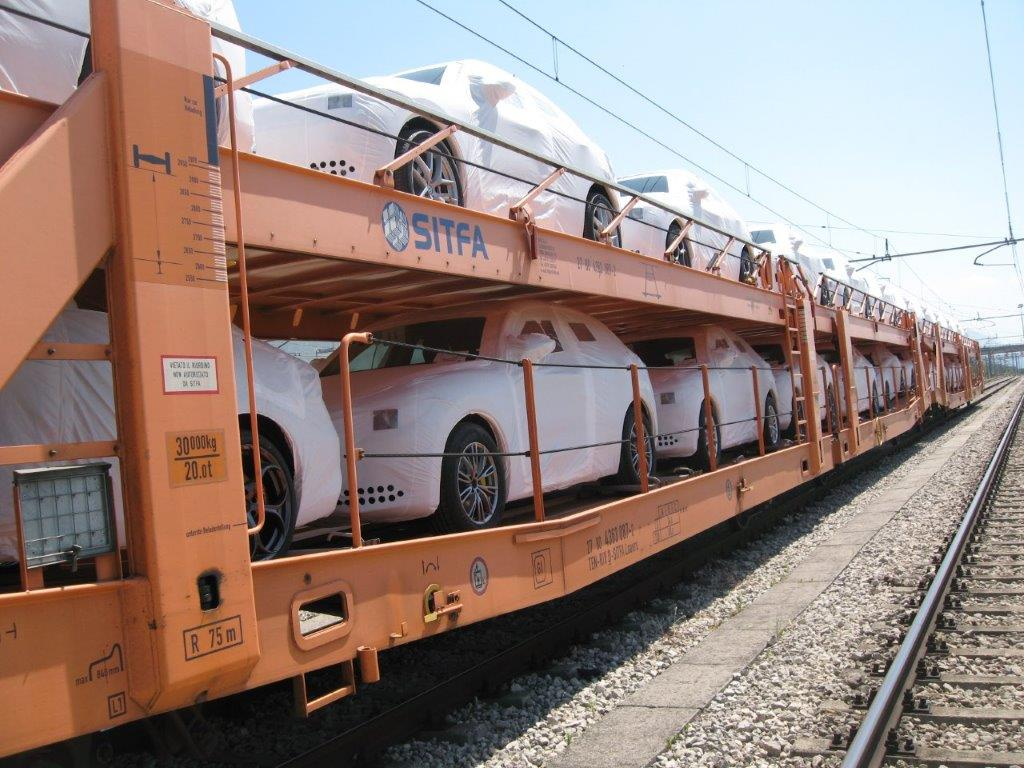
Wagon transport d'automobiles SITFA

Après avoir acquis 122 wagons supplémentaires en 1949, L'Ausiliare, jusqu'alors spécialisée dans la location de wagons pour le transport de produits spécifiques, commence à diversifier son activité dans le secteur intermodal, en achetant des containers et en participant à la création de la société Costruzione ed Esercizio Mezzi Ausiliari di Trasporto, plus connue sous l'acronyme CEMAT, membre de l'Institut National des Transports, une entreprise du groupe FS - Chemins de fer de l'État Italien. Le but de l'opération était précisément de promouvoir le transport par containers.
En 1956, la flotte s'élevait à 600 unités. Le boom de l'industrie automobile italienne de ces années-là incite L'Ausiliare à investir dans le secteur du transport automobile : 150 wagons à deux niveaux et trois essieux sont commandés aux Officine di Costamasnaga pour le transport de voitures FIAT destinées aux marchés étrangers. Cent wagons supplémentaires sont commandés en 1963, la moitié destinés à L'Ausiliare Italia, les autres à ses filiales suisses ETRA (Eisenbahn Transportmittel AG) et allemande EVA (Eisenbahn Verkehrstmittel AG). Durant cette période, des accords commerciaux sont conclus avec la société SITFA SpA, une entreprise concurrente appartenant au groupe Züst Ambrosetti, également spécialisée dans le transport de voitures.
Les grèves et les revendications syndicales des années 1970 ont pénalisé l'ensemble du système productif national. L'Ausiliare a enregistré une diminution des demandes de transports traditionnels, entraînant une réduction de son parc ferroviaire à partir de 1971. Le secteur du transport automobile a résisté, ce qui a conduit à la création de la société Intertrans co-détenue à 50 % avec SIFTA, pour la gestion du nouveau pôle logistique de Trofarello, inauguré en 1973 mais jamais pleinement exploité en raison de la crise pétrolière de ces années-là. Le pôle a été fermé en 1985 et la participation dans Intertrans, vendue au groupe Züst Ambrosetti.
En 1975, les recettes des principales filières étaient réparties comme suit :
- 44 % provenant de la location de wagons pour le transport de voitures,
- 37 % provenant de la location de wagons pour le transport de matériaux pulvérulents,
- 13 % de la location de wagons pour le transport de liquides et de gaz.

À la fin de la décennie, un changement important se produit dans le capital, avec la sortie de la famille Stoclet remplacée par le groupe bancaire belge Lambert. Dans le même temps, de nouveaux contrats signés avec les constructeurs BMW et Alfasud permettent une reprise du transport automobile, tandis que la société "CITA Italiana" est créée pour le transport de céréales. En 1979, la diversification des activités conduit à la mise en service de 30 wagons de grande capacité « Débach' Vit » qui connaissent un tel succès qu'en 1981 le parc atteint 230 unités.
En 1976, dans le cadre d'un plan de rationalisation de ses activités, après la création d'un centre logistique à Airasca, L'Ausiliare crée, à Turin, un atelier de réparation de wagons qui va rester en service pendant plus de vingt ans.
En 1984, une nouvelle succursale est inaugurée pour desservir l'usine Fiat-Termini Imerese en Sicile et en 1986, il est décidé d'en créer une autre en Espagne, à Madrid, en partenariat avec les compagnies espagnole Transfesa et française STVA. Le chant du cygne de l'entreprise a lieu en 1987, avec la création du « train ambulant », composé de dix-sept wagons représentant les différents types de transport proposés qui a effectué un long itinéraire en Europe avec une large couverture dans la presse de l'époque.

### Brambles Limited
En 1985, les actions détenues par la banque Lambert sont rachetées par le groupe australien Brambles, qui en vient à contrôler le groupe L'Ausiliare S.p.A. à travers l'allemand "EVA" et le français "Simotra".
En 1992, "Brambles" a remplacé l'inscription historique « L'Ausiliare » sur l'ensemble de la flotte de l'entreprise, après qu'il a racheté les actions italiennes détenues par le groupe Cabassi.
En 2002, toutes les activités ferroviaires du groupe Brambles Ltd ont été vendues à l'allemand VTG AG (de),.

## Données de l'entreprise
Fondée le 19 décembre 1899, la société L'Ausiliare S.p.A. avait une durée statutaire de quatre-vingt-dix ans, prorogeable par résolution de l'assemblée générale. Son capital initial était de 3 millions de livres divisé en 12 000 actions au porteur de 250 ₤ chacune. La société a été cotée à la bourse de Milan. En 1986, le groupe L'Ausiliare a réalisé un chiffre d'affaires de plus de 60 milliards de lires, gérant 2 700 wagons pour le compte du groupe FIAT et de nombreuses entreprises chimiques.

## Innovation technologique
Depuis les premiers wagons dont l'origine remonte au XIXe siècle, dont l'un d'eux est conservé au Musée TPER jusqu'au train de 1987, en passant par les wagons révolutionnaires "Débach' Vit" à côtés ouvrants, l'entreprise L'Ausiliare s'est distinguée par sa recherche constante d'innovation technologique qui l'a également amenée à expérimenter certains matériels particuliers sur les lignes qu'elle exploitait.
Sur la ligne de Massa Marittima à Follonica, où se l'on comptait 127 wagons loués par la société mère, l'autorail Narizzano Tipo I, a été testé en 1925. Cet autorail, produit par la société Ferrautovie, spécialiste de l'époque de la construction d'autorails légers à moteurs alimentés au pétrole, représentait un des premiers exemples italiens de véhicules de ce type. Malgré les bons résultats des essais, L'Ausiliare a acheté deux autorails Ganz pour opérer sur la ligne.